# Cosmic Robbie
Cosmic Robbie est une série d'animation française réalisée par Arnaud Bouron qui fût diffusé dès le 26 octobre 2008 sur M6 Kid,,,,.

## Synopsis
La série met en scène un jeune humain nommé Robbie âgé de 14 ans et de La Ligue des Défenseurs de l’Univers qui compte en son sein Quantum Ray, un robot justicier, Dina et Dani ainsi que la savant Barnabé,un robot historien.

## Listes des épisodes
1. Alisson attaque
2. Sliptilicus horribilus/Glisstilicus
3. Le Grand Rien
4. Sans gravité
5. Univers de poche
6. Olga en fait tout un plat
7. Le Roi des écureuils
8. Barnabé atomisé
9. Robot Robbie
10. Rencontre du type cosmique
11. Planète à vendre
12. Musique quantique
13. Cuisine galactique
14. Trop mignon
15. Bryce de mars
16. La Revanche des écureuils
17. Terreur intergalactique
18. Futurstylos
19. Les Pirates de l'espace
20. Les Imposteurs cosmiques
21. Game over
22. Les Malheurs du professeur
23. Les Jumelles s'emmêlent
24. Vis ma vie cosmique
25. Mini-Robbie
26. Miss cosmique